# Владимир Михајловић (лекар)
Владимир Михајловић био је истакнути лекар опште болнице у Лесковцу.

## Биографија
др Владимир Михајловић је рођен 3. септембра 1906. године у Лесковцу, од оца Антанасија, келнера и мајке Даринке, домаћице. Четворогодишњу основну школу завршио је у Лесковцу и по завршетку отац га даје на столарски занат код познатог мајстора Трајка Митровића. Суочен са тешким и неправедним животом шегрта тога времена, после непуне две године рада напушта занат и уписује се у средњу школу, коју редовно похађа све до осмог разреда гимназије. Одлуком Министарства здравља,1925 године укидају се виши разреди у Лесковцу и суседном Врању, па је принуђен са неколицином својих школских другова да настави другу половину осмог разреда у Куманову где је и матурирао. Ослобођен је усменог дела матурског испита. Медицинске студије завршава у Београду. За време студија постаје асистент-демостратор на патолошком институту код професора Јовановића. Као свршени лекар изабран је за асистента на Фармаколошком институту, код професора Павловића.
У тежњи да се бави практичном медицином, путем конкурса изабран је за лекара II унутрашњег одељења Опште болнице у Београду, код шефа прим. Др Мурића. На овом одељењу је, поред честих интерних случајева, било и двадесетак кревета за пријем и терапију приступачних болесника од плућне туберкулозе.
На овом одељењу завршио је и специјалистички стаж из пнеумофтизологије. Јануара 1945. године прелази у Лесковац. У Лесковцу ради најпре у Народној амбуланти поликлинике, одакле га мобилишу за мобилног лекара у Регрутном центру војног подручја Лесковца, и ту остаје све до завршетка рата.
Одлуком Министарства здравља, бр.188169 од 26. јула, 1945. године, на предлог проф. др. Путника, тадашњег шефа одсека за туберкулозу, постављен је за шефа Антитуберкулозног диспанзера и ВД шефа Грудног одељења Опште болнице у Лесковцу. До овог акта о постављењу др Михајловића није било ни диспанзера, ни грудног одељења. На том положају, као руководилац, најпре само функционално, а касније и административно унутар Медицинског центра обједињује диспанзерску и стационарну делтност АТ службе. Звање примаријуса добија 1956. године. На основу показаних рњзултата у АТ служби у Лесковцу, а на предлог проф. др Беровића и проф. др Грујића из Београда, изабран је ванредног професора Медицинског факултета у Нишу, 1961. године. Стицајем разних бројних околности, углавном личне и породичне природе, принуђен је да да оставку на положај професора 1964. године и да се врати и настави даље са практичним радом у АТ служби у Лесковцу где остаје све до пензионисања 1977. године када дефинитивно прелази у Београд.

## Доприноси и активизам
Др Михајловић је био друштвено активан. Један од оснивача Подружнице Србског лекарског друштва у Лесковцу, и њен први секретар, два пута је био и њен председник. Поред осталог био је и потпредседник Физиолошке секције СЛД у Београду. Изабран је за председника Подружнице за здравствену културу Југославије. Био је члан Управног одбора Специјалне болнице у Сурдулици. Одборник у Скупштини општине Лесковац био је 12 година, као и члан многих здравствених комисија и Савета за здравље СО Лесковац.

## Признања и награде
Одликован је Орденом рада са златним венцем, Златном медаљом за за изванредне заслуге у развитку Лесковца (1961), добио је више повеља: Савезног одбора Југословенског црвеног крста (1972), Спомен повељу од Савета Иститутаза туберкулозу и болести плућа СР Србије (1977), Златни знак Југословенског Цревног крата (1957), Савезни одбор Савеза бораца НОР ЈУгославије доделио му је Плакету (1975), Удружење пнеумофтизолога Југославије (1975) издало је диплому доживотног почасног члана Удружења, Градски завод за АТ заштиту у Београду 1977. такође му додељује Плакету. У знак доприноса у раду разних здравствених установа добија Повељузахвалности Болнице за плућне болести Озрен, Дома здравља у Грделици, Фармацеутске индустрије Здравље Лесковац, Средње медицинске школе у Лесковцу, Редакција Наша реч, Медицинског центра и Градског одбора Црвеног крста у Лесковцу.
Био је поштован због свога рада и стручних и људских квалитета од народа свога краја, својих колега и стручњака широм Југославије. Објавио је велики број стручних радова и учествовао на великом броју научних скупова.

## Позне године и смрт
Умро је у Београду 23. октобра 1983. године уз последњу пошту хиљаде Београђана и пријатеља из Лесковца, као и професора Медицинског факултета на челу са проф. др Будисављевићем и проф. др Грујићем.
Супруга му је била лекар Ружица Михајловић.